# Vāḩed
Vāḩed (persiska: واحد) är en ort i Iran.   Den ligger i provinsen Mazandaran, i den norra delen av landet, 100 km norr om huvudstaden Teheran. Vāḩed ligger 1 073 meter över havet och antalet invånare är 621.
Terrängen runt Vāḩed är bergig västerut, men österut är den kuperad. Runt Vāḩed är det ganska tätbefolkat, med 80 invånare per kvadratkilometer. Närmaste större samhälle är Kalārdasht, 2,7 km söder om Vāḩed. I omgivningarna runt Vāḩed växer i huvudsak blandskog.